# Општина Галациј Бистрицеј (Бистрица-Насауд)
Галациј Бистрицеј (рум. Galaţii Bistriţei) општина је у Румунији у округу Бистрица-Насауд.
Oпштина се налази на надморској висини од 350 m.